# Eisvogel

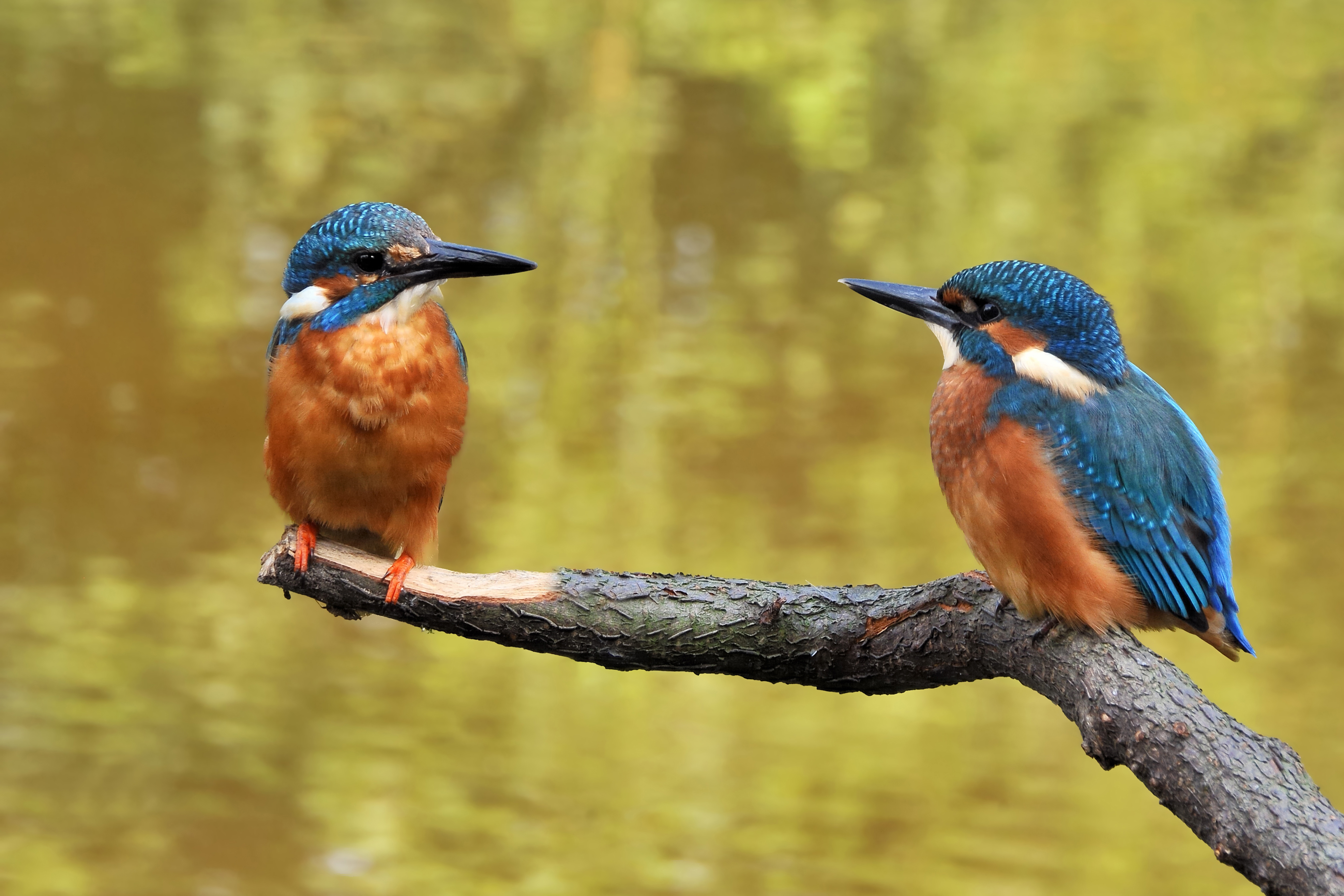
Männlicher Eisvogel (links) und ein Jungvogel (rechts)

Der Eisvogel (Alcedo atthis) ist die einzige in Mitteleuropa vorkommende Art aus der Familie der Eisvögel (Alcedinidae). Er besiedelt weite Teile Europas, Asiens sowie das westliche Nordafrika und lebt an mäßig schnell fließenden oder stehenden, klaren Gewässern mit Kleinfischbestand und Sitzwarten. Seine Nahrung setzt sich aus Fischen, Wasserinsekten (Imagines und Larven), Kleinkrebsen und Kaulquappen zusammen. Der Bestand hat in den letzten Jahren wieder zugenommen und die Art wird derzeit in Europa als dezimiert, aber im gesamten Verbreitungsgebiet als wenig bedroht eingestuft. Der Eisvogel war 1973 und 2009 Vogel des Jahres in Deutschland, 2000 in Tschechien, 2005 in Belgien, 2006 Vogel des Jahres in der Schweiz, 2009 in Österreich und 2011 in der Slowakei.

## Beschreibung

### Körperbau und Gefieder

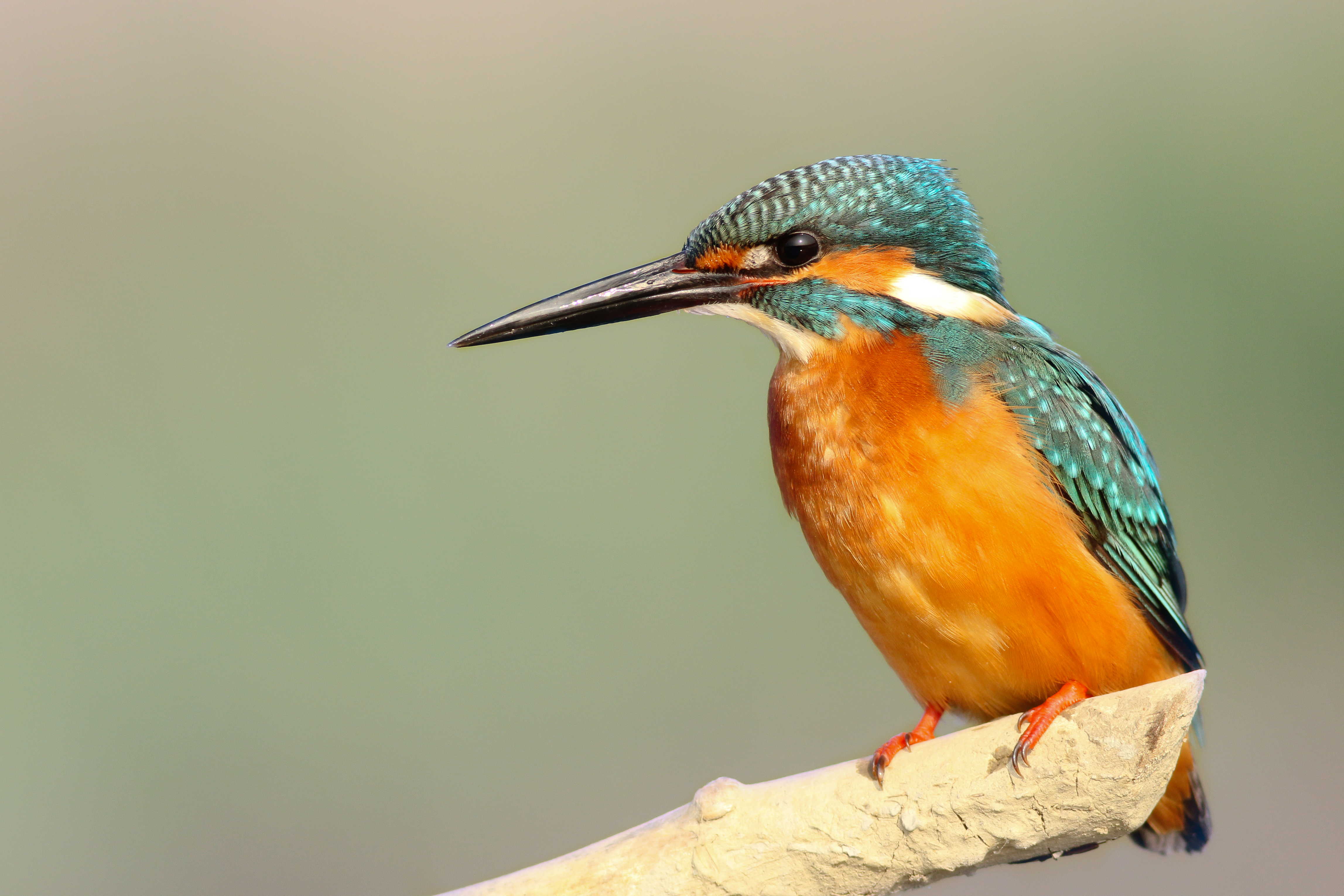
Eisvogel in Taiwan

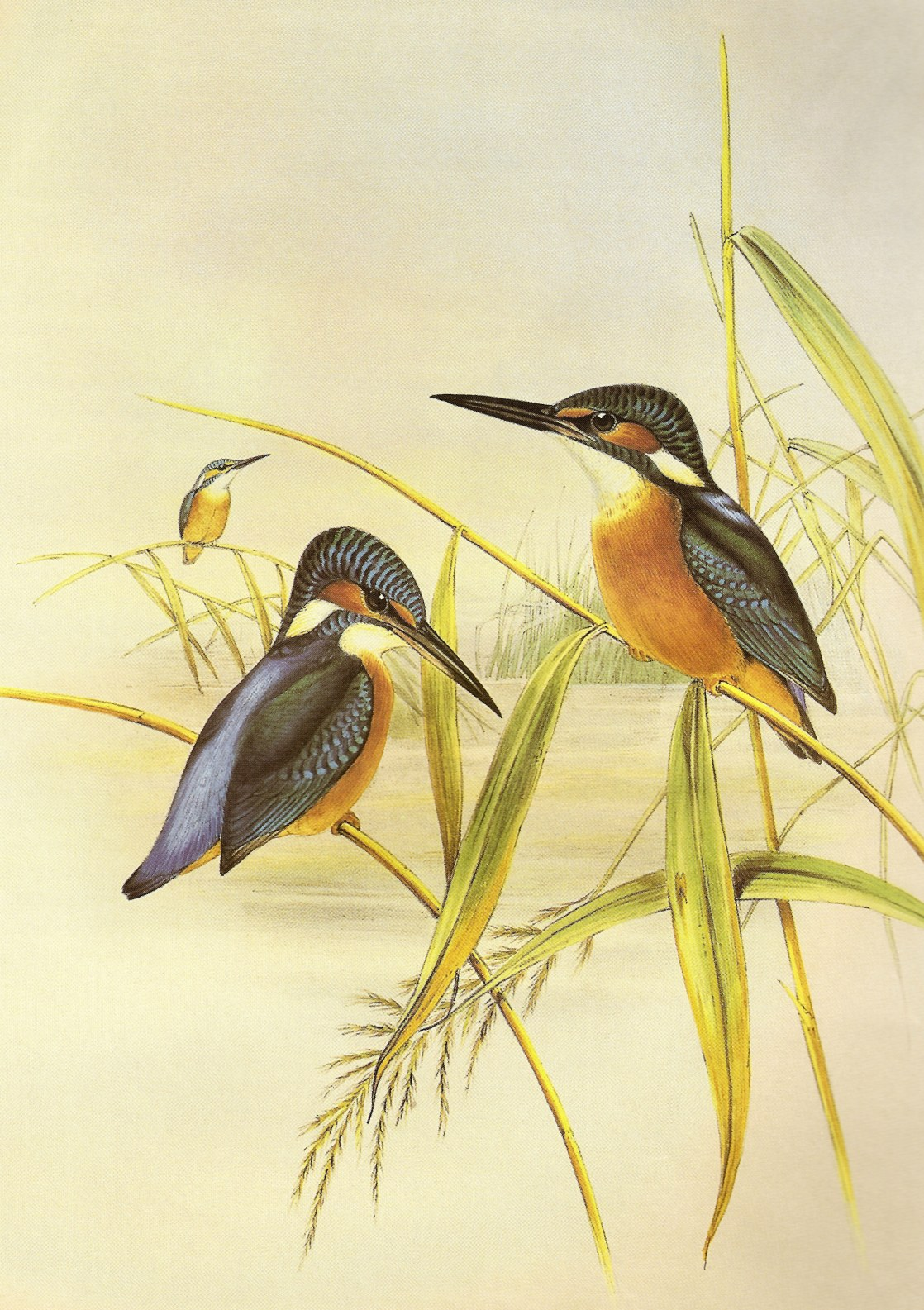
Illustration von John Gould (1861–1866)

Eisvögel haben eine Körperlänge von etwa 16 bis 18 cm und wiegen 35 bis 40 g. Die Flügelspannweite beträgt etwa 25 cm. Er hat wie alle Vertreter der Gattung einen kurzen und gedrungenen Körper mit kurzen Beinen, kurzen Schwanzfedern und breiten Flügeln. Der große Kopf mit dem etwa 4 cm langen, spitzen Schnabel sitzt an einem kurzen Hals. Die Oberseite wirkt je nach Lichteinfall kobaltblau bis türkisfarben; auf dem Rücken befindet sich ein leuchtend blauer Streifen, der besonders beim Abflug auffällt.
Oberkopf, Flügeldecken, Schultern und Schwanzfedern sind dunkelblaugrün bis grünblau gefärbt, wobei sich an den Kopffedern azurblaue Querbänder und an den Flügeldecken azurblaue Spitzen befinden. Bis auf die weiße Kehle ist die Unterseite beim Altvogel rostrot bis kastanienbraun gefärbt. Die Kopfzeichnung ist durch rotbraune Ohrdecken, scharf abgesetzte weiße Halsseitenflecken und einen blaugrünen oder blauen Bartstreif charakterisiert. Auf der Stirn befindet sich vor jedem Auge ein kastanienbrauner Fleck, der von vorn gesehen weiß erscheint. Zur Brutzeit sind die Füße orangerot.
Das Männchen hat einen schwarzen Schnabel, der an der Unterseite leicht aufgehellt sein kann. Das Weibchen zeigt einen orangefarbenen Unterschnabel, dessen Färbung sich mindestens von der Basis bis zum vorderen Drittel erstreckt. Beim Männchen hat das Gefieder der Oberseite meist einen blauen Grundton mit großen und zahlreichen azurblauen Flecken auf dem Oberkopf, das Weibchen ist oberseits eher blaugrün gefärbt.
Die Jungvögel haben oberseits dunkelbraun gefärbte Füße. Das Gefieder ist matter und die Oberseite grünlicher als bei Altvögeln. Die Brustfedern haben fast immer grünliche oder graue Spitzen. Der Schnabel ist ziemlich kurz und schwarz und zeigt einen hellen Fleck an der Spitze.
Von Ende August bis Mitte November werden in der Mauser die Schwungfedern abschnittsweise in einer festgelegten Reihenfolge gewechselt. In Mitteleuropa werden in dieser Zeit meist nur drei Viertel aller Federn erneuert, so dass die Mauser im darauffolgenden Sommer fortgesetzt wird. Bei diesjährigen Jungvögeln werden in der Jugendmauser das Kleingefieder und manchmal auch die Schwanzfedern gewechselt.

### Stimme
Der typische Ruf des Eisvogels ist ein kurzer scharfer Pfiff, welcher wie „zii“ oder „tji“ bis „ziii“ oder „tjii“ klingen kann. Bei Erregung wird der Laut zwei- bis mehrsilbig „ZII-ti“, „ZII-ti-ti“. Als Gesang des Eisvogels kann man die Aneinanderreihung des Rufes in variablen Rhythmen bezeichnen.
Die Jungvögel geben eine Art schnurrendes Geräusch von sich.

## Verbreitung und Lebensraum

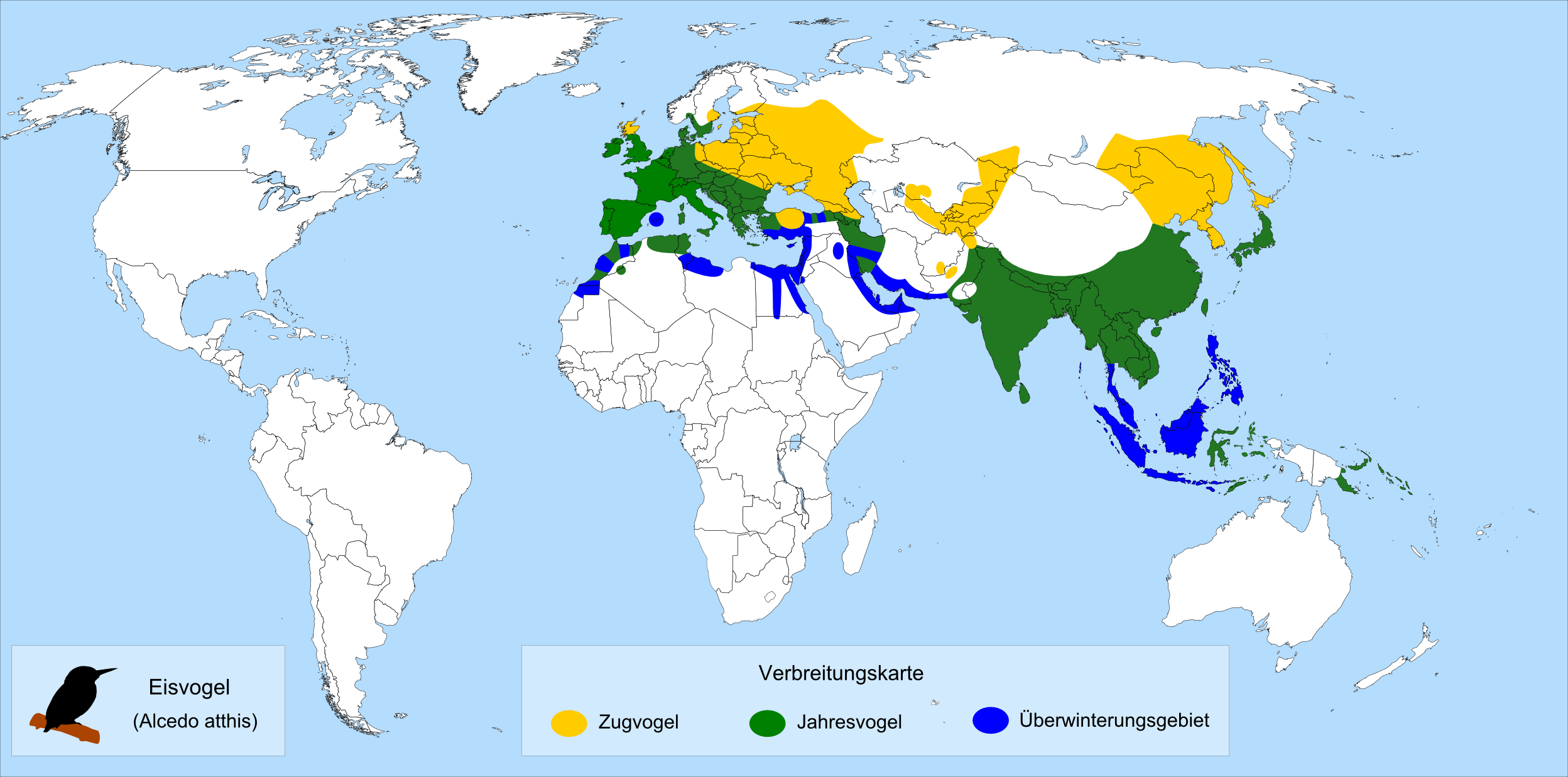
Verbreitungskarte – Eisvogel

Der Eisvogel besiedelt weite Teile Europas, Asiens, das westliche Nordafrika und teilweise Australien. Isolierte Populationen finden sich im östlichen Indonesien und in Melanesien. Zu den nicht von Eisvögeln besiedelten Regionen zählen Island, Nordschottland, Nordskandinavien und Sibirien. In Hochgebirgsregionen und Wüsten kommt diese Vogelart ebenfalls nicht vor, da Eisvögel während des ganzen Jahres offenes Süßwasser benötigen. In Mitteleuropa ist der Eisvogel mit wenigen Ausnahmen ein Standvogel. In vielen anderen Gebieten wie nordeuropäischen, osteuropäischen und zentralasiatischen Populationen kann der Anteil von Zugvögeln groß sein. Zugrouten und Überwinterungsplätze sind jedoch nicht hinreichend erforscht.
Der Eisvogel lebt an mäßig schnell fließenden oder stehenden, klaren Gewässern mit Kleinfischbestand. Diese sollten von einem ausreichenden Angebot an Sitzwarten und möglichst auch von Gehölzen gesäumt sein. Es werden Flüsse, Bäche, Seen und auch vom Menschen geschaffene Gewässer wie Altwässer, Tümpel, Gräben, Kanäle, Teichanlagen, Talsperren und Abgrabungen genutzt. Außerhalb der Brutzeit kann er sich sogar am Meer aufhalten. Als Brutplätze dienen Steilufer oder große Wurzelteller umgestürzter Bäume mit dicker Erdschicht. Auch vom Menschen geschaffene Hohlwege und Gruben werden genutzt.

## Nahrung und Nahrungserwerb

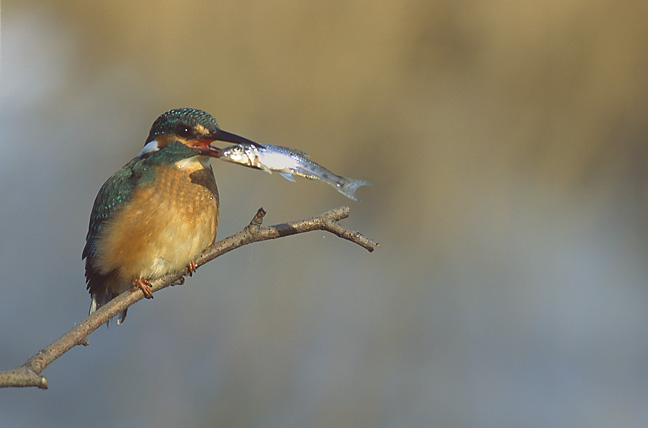
Eisvogel mit einem erbeuteten Gründling

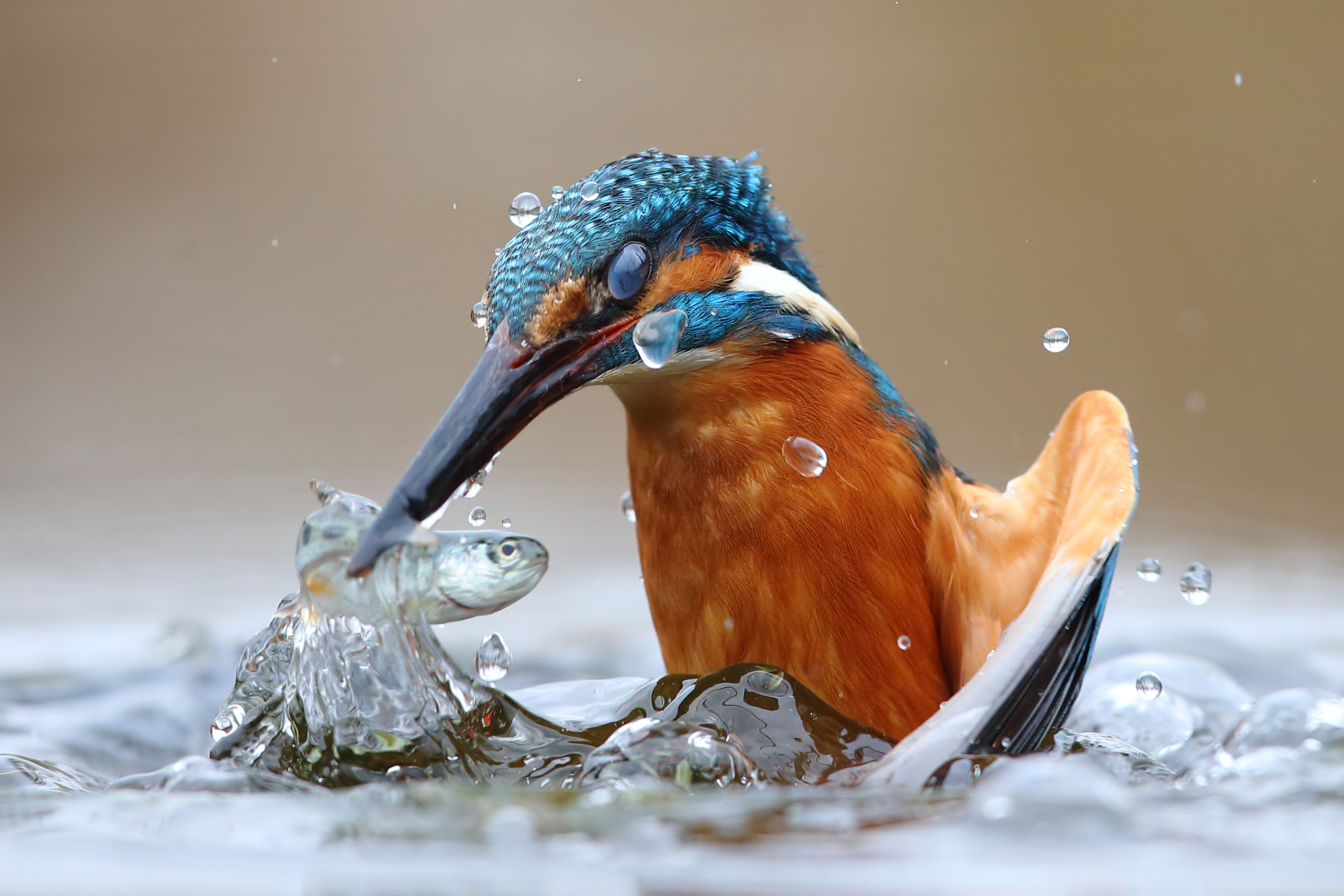
Eisvogel beim Beutefang

Der Eisvogel ernährt sich von Fischen, Wasserinsekten und deren Larven, Kleinkrebsen und Kaulquappen. Er kann Fische bis neun Zentimeter Länge mit einer maximalen Rückenhöhe von zwei Zentimeter verschlingen. Bei langgestreckten, dünnen Arten verschiebt sich die Höchstgrenze auf zwölf Zentimeter Körperlänge.
Die Jagdmethode des Eisvogels ist das Stoßtauchen: Von einer passenden Sitzwarte über dem Wasser oder nahe am Wasser wird der Stoß angesetzt. Wenn er eine mögliche Beute entdeckt, dann stürzt er sich schräg nach vorn-unten kopfüber ins Wasser und beschleunigt dabei meist mit kurzen Flügelschlägen. Die Augen bleiben beim Eintauchen offen und werden durch das Vorziehen der Nickhaut geschützt. Ist die Wasseroberfläche erreicht, wird der Körper gestreckt und die Flügel werden eng angelegt oder nach oben ausgestreckt. Bereits kurz vor dem Ergreifen der Beute wird unter Wasser mit ausgebreiteten Flügeln und Beinen gebremst. Zur Wasseroberfläche steigt er zuerst mit dem Nacken auf, wobei er den Kopf an die Brust gepresst hält. Schließlich wird der Schnabel mit einem Ruck aus dem Wasser gerissen und der Vogel startet entweder sofort oder nach einer kurzen Ruhepause zum Rückflug auf die Sitzwarte. Im Allgemeinen dauert ein Versuch nicht länger als zwei bis drei Sekunden. Wenn ein geeigneter Ansitz fehlt, kann der Eisvogel aber auch aus einem kurzen Rüttelflug tauchen. Nicht jeder Tauchgang ist erfolgreich, er stößt des Öfteren daneben.

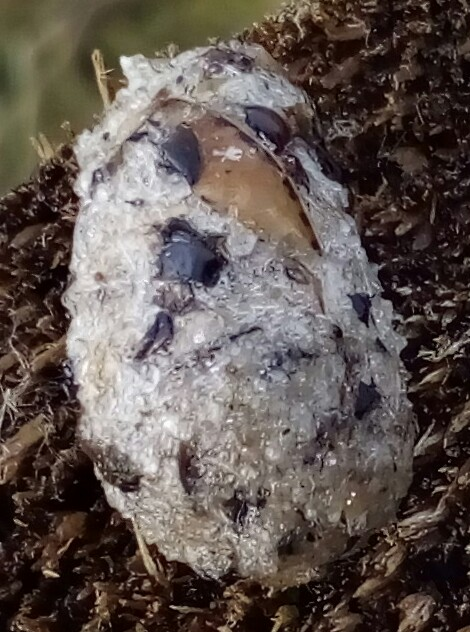
Eisvogelgewölle mit Fischüberresten

Der Eisvogel benötigt zur Bearbeitung der Beute in der Regel einen dicken Ast, eine starke Wurzel oder eine andere, möglichst wenig schwingende Unterlage. Kleinere Beute wird mit kräftigem Schnabeldrücken oft sofort verschlungen. Größere Fische werden auf den Ast oder die Wurzel zurückgebracht, dort totgeschüttelt oder auf den Ast oder die Wurzel geschlagen, im Schnabel „gewendet“ und mit dem Kopf voran verschluckt, da sich andernfalls die Schuppen des Fisches im Schlund sträuben würden. Der Eisvogel schluckt seine Beute in einem Stück. Unverdauliches, wie Fischknochen oder Insektenreste, wird etwa ein bis zwei Stunden nach der Mahlzeit als Gewölle herausgewürgt.

## Fortpflanzung
Die meisten Eisvögel leben in einer monogamen Brutehe. Vor allem in Jahren mit hoher Dichte leben einige Männchen in Bigamie mit zwei Weibchen, die, zeitlich überlappend, bis zu mehreren Kilometern voneinander entfernt brüten. Nach dem Schlüpfen der Jungen füttert das Männchen die parallel verlaufenden Bruten im Wechsel. Dabei sind auch Schachtelbruten möglich.
Zwischen Februar und März streifen Eisvögel laut rufend die Gewässer entlang. Wenn sie einen möglichen Partner gefunden haben, finden ausgedehnte Verfolgungsflüge knapp über dem Wasserspiegel statt, auch mitten durch den Wald bis über die Baumkronen. Sehr selten sind mehrere Vögel beteiligt. Danach werden mögliche Brutplätze meist durch Männchen besetzt.

### Balz und Paarung
Zur Balz trägt das Männchen kleine Fische herbei, um sie dem Weibchen mit einer Verbeugung zu überreichen, das sie rufend und mit zitternden Flügeln entgegennimmt. Die Balzfütterung stärkt die Paarbindung und dient auch der Beurteilung des Partners. Manchmal sitzen die Vögel nun gemeinsam auf einem Ast vor einem möglichen Brutplatz und rufen abwechselnd.
Während der Bauzeit der Höhle finden zahlreiche Balzfütterungen und gegen Ende auch Kopulationen statt. Zur Paarung nimmt das Männchen nach einer Beuteübergabe eine Imponierstellung ein, bei der es mit angelegtem Gefieder aufgerichtet sitzt und die Flügel nach vorn sinken lässt. Dann fliegt das Männchen hinter das Weibchen, das seine Paarungsbereitschaft oft durch Rufe anzeigt und sich fast waagrecht auf den Ast oder die Wurzel legt, und landet auf dem Rücken der Partnerin. Nun greift das Männchen mit dem Schnabel in die Nackenfedern des Weibchens und hält, während der einige Sekunden dauernden Begattung, flügelschlagend das Gleichgewicht. Nachher wird meist gemeinsam gebadet. Begattungen können mit oder ohne vorangehende Balzfütterung mehrmals am Tag stattfinden.

### Bruthöhle
An einer lotrechten oder leicht nach vorn geneigten Steilwand aus Lehm oder festem Sand, die unbewachsen, trocken und im Innern frei von hinderlichen Wurzeln ist, wird möglichst im oberen Abschnitt mit dem Schnabel eine Höhle gegraben. Die im Innern leicht ansteigende Nisthöhle mit einem Kessel am Ende ist 40 bis 80 Zentimeter lang, im Querschnitt hochoval und etwa acht Zentimeter hoch. Der Kessel hat einen Durchmesser von 17 Zentimeter und ist ungefähr zwölf Zentimeter hoch. Im weichen Sand sind, im Gegensatz zu hartem Lehm, Höhlenlängen von bis zu 100 Zentimeter möglich.
Zu Beginn des Höhlenbaus sitzt das Brutpaar vor einer Steilwand, bis das Männchen plötzlich losfliegt und kurz im Rüttelflug vor einer geeignet erscheinenden Stelle verharrt, um mit dem Schnabel in die Erdwand zu hacken. Danach kehrt es auf den Ast oder die Wurzel zurück, um sich Erdreste vom Schnabel zu reiben und arbeitet danach weiter. Bald beteiligt sich auch das Weibchen, und nach einiger Zeit haben sich beide auf eine Stelle für die Anlage der Höhle geeinigt, so dass sie nun abwechselnd das Loch vergrößern. Nachdem ein Halt für die Krallen entstanden ist, kann jeweils mehrmals zugehackt werden. Meist hält dabei einer der beiden Vögel Wache. Wurde der Tunnel bereits ein Stück weit in die Wand getrieben, wird die freigegrabene Erde mit den Krallen nach hinten gescharrt und rückwärts aus der Röhre geschoben. Erst wenn der Kesselbau begonnen hat, kann der Eisvogel mit dem Kopf voraus aus der Höhle kommen. Stellt ein Stein oder eine Wurzel ein Hindernis dar, wird das Problem entweder mit einer Krümmung der Röhre umgangen oder an anderer Stelle gänzlich neu begonnen. Der Bau einer Bruthöhle kann zwei bis drei Wochen dauern. Fertiggestellte Höhlen werden zur Markierung mit weißen Kotspritzern gekennzeichnet.
Manchmal werden von einem Brutpaar mehrere Röhrenansätze oder fertige Höhlen gebaut. Oft werden auch alte, noch intakte Bruthöhlen nach einer Säuberung erneut bezogen. Dabei ist es unwichtig, ob das Brutpaar selbst oder ein anderes die Höhle angelegt hat. Häufig werden auch unvollendete Höhlen aus vorangegangenen Jahren fertiggestellt. Gegen Ende März oder Anfang April haben die meisten Brutpaare dann eine geeignete Höhle bezogen.

### Eiablage und Brutpflege

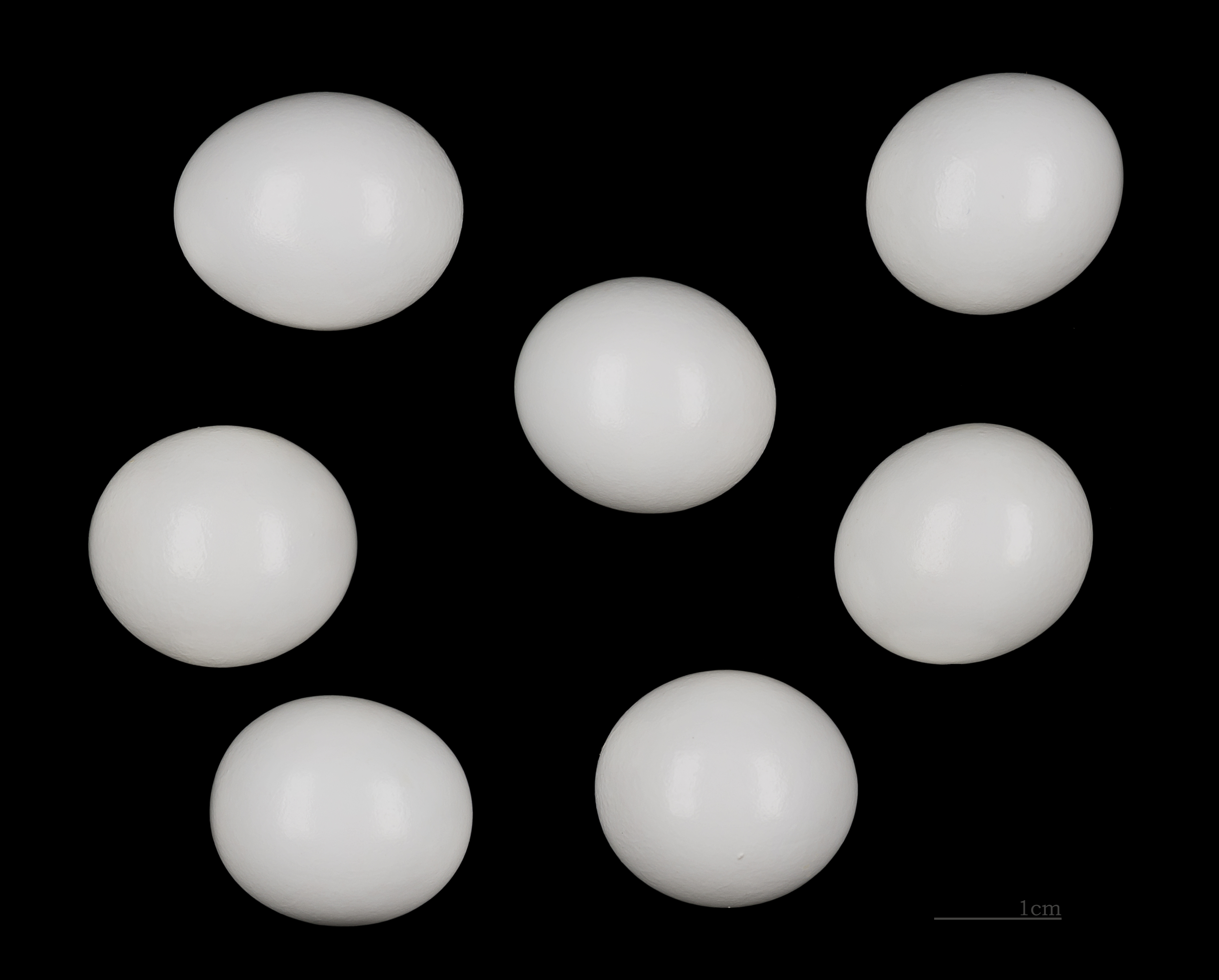
Eisvogeleier

Die Eiablage findet vormittags statt. Jeden Tag wird ein Ei gelegt. Die Eier sind weiß, glatt, fast kugelrund und zeigen in den ersten Tagen ein zartes Rosa. Danach färbt sich die Oberfläche porzellanweiß. Das Gewicht eines Eies liegt bei 4,4 Gramm. Hin und wieder sitzt ein Altvogel neben dem unvollständigen Gelege.
Das Weibchen legt in Mitteleuropa sechs bis acht Eier, selten mehr, und bebrütet diese im Wechsel mit dem Männchen erst, wenn das Gelege vollständig ist. Der brütende Vogel, nachts meist das Weibchen, sitzt mit dem Kopf zum Ausgang. Zur Brutablösung ruft der ankommende Partner vor der Steilwand kurz, worauf der brütende Vogel die Höhle verlässt. Die Brutzeit dauert 19 bis 21 Tage. Die Jungen schlüpfen vorwiegend am selben Tag, und nachdem alle geschlüpft sind, bleiben die Eierschalen meist am Eingang des Brutkessels oder in der Höhle liegen. Manchmal werden sie auch aus der Höhle entfernt und vor der Steilwand oder über Wasser fallen gelassen.
Von allen begonnenen Bruten gehen 30 bis 40 Prozent verloren. Ein Großteil der Verluste entsteht durch Hochwasser. Dabei werden manche Bruthöhlen durch starke Regenfälle überflutet oder zum Einsturz gebracht. Zudem ist das Gewässer durch mitgeführte Boden- und Lehmteilchen stark getrübt und vom Regen aufgewühlt, so dass der Fischfang beträchtlich erschwert wird und die Brut aufgrund von Nahrungsmangel verhungert. Ältere Jungvögel können allerdings kurze Mangelperioden überstehen.
Eine ungünstig angelegte Nisthöhle kann von Füchsen, Wieseln, Waschbären, Ratten, Mäusen oder Maulwürfen von oben oder von vorn ausgeraubt werden. Dabei werden Eier und jüngere Jungvögel sowie meist auch der hudernde oder brütende Altvogel erbeutet. Eine Brut kann auch bei zwei- bis dreistündigen Störungen durch Menschen verloren gehen, da es die Altvögel danach längere Zeit nicht wagen, wieder in die Röhre zu schlüpfen. Nach einem Brutverlust werden wenige Tage später erneut sechs bis sieben Eier gelegt.

### Entwicklung der Jungen
Nach dem Schlüpfen sind die Jungen nackt und blind. Während ein Altvogel hudert, fängt der andere für die Fütterung zunächst Insekten und später vier bis fünf Zentimeter lange Fische. Wenn ein Küken gefressen hat, rotieren die Nestlinge einen Platz weiter, so wird eine gleichmäßige Ernährung aller Küken sichergestellt. Nach acht Tagen zeigen sich an Brust, Rücken und Flügeln die ersten bläulichen Federkiele. Etwa am zehnten Tag öffnen sich die Augen. Nun wird lediglich noch nachts gehudert. Vierzehn Tage nach dem Schlüpfen sind die Jungen befiedert, wobei die Federn noch von einer durchscheinenden Hülle umgeben sind. Nach drei Wochen ist das Gefieder bis auf kleinere Bereiche am Kopf weitgehend von den Hüllen befreit.
Ende Mai bis Mitte Juni fliegen die Jungen 23 bis 28 Tage nach dem Schlüpfen aus.
Sie haben dabei ein Gewicht von etwa 42 Gramm. Die Jungvögel verlassen die Bruthöhle oft aus eigenem Antrieb am frühen Morgen oder am Vormittag, meistens alle am selben Tag in einem Zeitraum von wenigen Minuten bis zu einigen Stunden. Manchmal erfolgt das Ausfliegen aber auch in Schüben an zwei aufeinander folgenden Tagen. Die Jungvögel halten sich danach in der Umgebung reglos auf Sitzplätzen auf, die oft im dichten, schattigen Geäst liegen. Die Eltern, vor allem das Männchen, versorgen sie mit Fischen, führen sie dabei aber stückweise von der Bruthöhle weg. Anfangs bekommen sie die Nahrung gereicht, später fliegen sie den Altvögeln entgegen. Zudem beginnen sie bald, das Fischen zu lernen. Nach ein bis zwei Tagen werden sie energisch und laut rufend von den Altvögeln aus dem Revier vertrieben. Gefahr droht ihnen von Sperber und Habicht, eventuell auch vom Waldkauz.
Im Juni bis Juli folgt nach einer verkürzten Balz eine zweite Brut, deren Ablauf sich nicht wesentlich von der ersten unterscheidet. Je nach Brutbeginn fliegen die Jungvögel in der Zeit von Mitte Juli bis Anfang August aus. Auch Schachtelbruten mit Überschneidungen von fünf bis zehn Tagen sind möglich. Einige Brutpaare beginnen meist verschachtelt noch eine dritte Brut, so dass deren Junge Ende August bis Ende September flügge werden. Sehr selten kommen Viertbruten vor, bei denen die Jungvögel im Oktober ausfliegen.
Ringfundanalysen und Populationsstudien ergaben, dass der Eisvogel eine hohe Sterblichkeitsrate aufweist. So sterben ungefähr 80 Prozent der Jungvögel zwischen dem Verlassen der Bruthöhle und der folgenden Brutsaison. Zudem sterben etwa 70 Prozent der Altvögel im Verlauf eines Jahres. Wenige Exemplare werden drei Jahre alt. Ausnahmen mit einem Alter von fünf Jahren sind sehr selten. Der hohen Sterblichkeit steht jedoch jährlich eine hohe Reproduktionsrate gegenüber.

## Wanderungen
Während die Altvögel meistens auch außerhalb der Brutsaison in ihren Revieren bleiben, streifen die selbstständigen Jungvögel auf der Suche nach einem geeigneten Gebiet ungefähr von Juli bis Mitte Oktober umher. Die Wanderungen können wenige bis 1000 Kilometer umfassen. Dabei legen Weibchen meist größere Entfernungen zurück als Männchen. Die Jungen aus Zweit- und Drittbruten legen häufig längere Wanderungen zurück. Haben sie ein Revier für den Winter gefunden, wird es in Hinblick auf die Gewässer und die Umgebung erkundet. Auf die Eignung als Brutrevier in der nächsten Brutsaison wird es unter anderem durch Besuche in Brutrevieren anderer, noch späte Bruten aufziehender Vögel, beurteilt. Ab November stellen sie größere Ortsbewegungen ein und nehmen in Erwartung des kommenden Winters von knapp 40 Gramm im Spätsommer auf 44 bis 46 Gramm zu.

## Verhalten

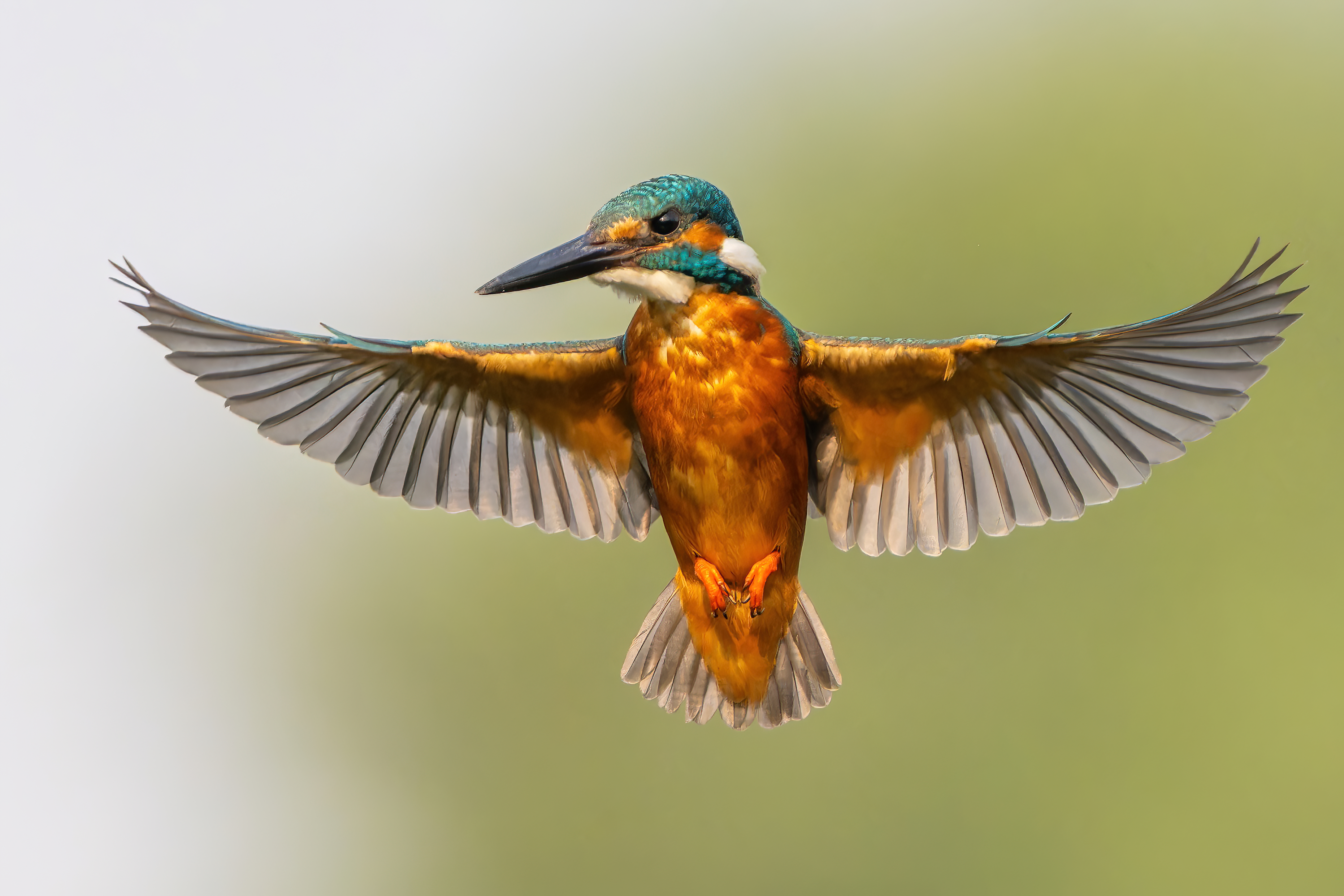
Eisvogel im Flug

Der Eisvogel ist ein territorialer Einzelgänger. Er ist standorttreu und tagaktiv. Oft sitzt er lange Zeit still auf einem niedrig über dem Wasser hängenden Ast.
Bei der Begegnung zweier Individuen wird zunächst gedroht. Dabei sitzt der Eisvogel hoch aufgerichtet, gestreckt, mit angelegtem Kleingefieder und nach vorn sackenden Flügeln. Oft wird auch der Schnabel geöffnet. Die Kehlfedern sind eng angelegt. Zur Verstärkung der Drohung verbeugt sich der Eisvogel ganz langsam vor dem Gegner, wobei der Kopf einen vertikalen Kreisbogen beschreibt oder langsam von einer Seite zur anderen gedreht wird. Die stärkste Drohung besteht darin, dass der Vogel die Flügel ausbreitet und sich in voller Größe zeigt. Bei Drohduellen sitzen die Rivalen steif und dünn im Profil gegenüber, wobei manchmal kurze, von erregten Rufen begleitete Verfolgungsflüge stattfinden. Die Dauer kann mehrere Stunden betragen, in denen offensichtliche Gefahren kaum bemerkt werden. Vermutlich testen sie sich dabei in Bezug auf Ausdauer, Kraft und Belastbarkeit. Mit der Aufgabe des schwächeren Vogels endet das Duell.
In Ausnahmefällen reicht das Drohen nicht aus und es kommt zum Kampf. Dabei versucht ein Eisvogel, den anderen vom Ansitz zu stoßen oder in den Nacken zu beißen. Wenn dies nicht gelingt, fassen sich die Rivalen gegenseitig am Schnabel und zerren sich hin und her, flattern zu Boden oder fallen ins Wasser. Meist enden die Kämpfe ohne ernsthafte Verletzungen. Zum Schluss flieht der Unterlegene. Der Sieger bleibt zurück oder verfolgt den Gegner noch ein kurzes Stück.
Selbstständige Jungvögel aus früheren Bruten desselben Jahres besuchen oft (etwa ab Juni) die Brutsteilwand. Manchmal werden diese aus fremden Bruten stammenden Besucher von den Altvögeln energisch verjagt, bei anderen Gelegenheiten aber ignoriert oder geduldet. Sie zeigen ein starkes Interesse an Bruthöhlen, insbesondere solchen mit Nestlingen, und beteiligen sich nachweislich zumindest teilweise intensiv an der Fütterung (Bruthilfe).
Außerhalb der Brutsaison können sich an einem bestimmten Gewässerabschnitt mit ausreichendem Nahrungsangebot mehrere Eisvögel ohne gegenseitiges Drohen aufhalten.
Greifvögeln entkommt der Eisvogel oft, indem er zunächst laut rufend flach über dem Wasser fliegt und plötzlich aus vollem Flug einen Tauchstoß ausführt, so dass der Jäger über ihn hinwegfliegt und damit seine Beute verloren hat.

## Bestand und Gefährdung

### Bestandsentwicklung
Die Population des Eisvogels in Europa macht weniger als die Hälfte des weltweiten Bestandes aus. Nach Angaben der IUCN ist diese mit weniger als 160.000 Paaren relativ klein und nahm zwischen 1970 und 1990 mäßig ab. Obwohl die Art zwischen 1990 und 2000 grundsätzlich weitgehend stabil war und stabilen, fluktuierenden oder steigenden Trends in großen Teilen Europas unterliegt, gilt die Population als noch nicht erholt, da sie die Stufe vor dem Schwinden noch nicht erreicht hat. Konsequenterweise wird sie vorläufig in Europa als dezimiert (depleted) geführt.
Der Eisvogel ist gemäß den §§ 7 Abs. 2 Nr. 14 lt. c), 54 Abs. 2 Bundesnaturschutzgesetz (BNatSchG) in Verbindung mit § 1 Satz 2 Bundesartenschutzverordnung (BArtSchV) eine in Deutschland streng geschützte Art. Der Eisvogel war 2009 zum zweiten Mal nach 1973 Vogel des Jahres in Deutschland und 2006 Vogel des Jahres in der Schweiz.

### Gefährdung und Schutz
Die Größe des Brutbestands wird wesentlich von der Winterstrenge bestimmt. Harte Winter mit länger andauernden Kälteeinbrüchen können regional zu drastischen Bestandseinbrüchen (bis zu 90 Prozent) führen, da die meisten Fischgewässer zufrieren und an eisfreien Gewässern Eisperlen zum Verlust der Flugfähigkeit oder zum Anfrieren auf dem Ansitz führen können. Durch die hohe Fortpflanzungsrate des Eisvogels können diese Verluste innerhalb weniger Jahre wieder ausgeglichen werden.
Früher wurde der Eisvogel von Binnenfischern stark bejagt. Im 19. Jahrhundert etwa galten die Federn als begehrter Schmuck für Damenhüte. Auch zur Herstellung von künstlichen Fliegen für Angler wurden tausende Vögel getötet. Heute ist er durch die Vernichtung seines Lebensraums bedrängt, da fast alle europäischen Flüsse und auch Bäche in der Vergangenheit ausgebaut oder reguliert, die Tümpel zugeschüttet und die Feuchtgebiete trockengelegt wurden. Durch diese Maßnahmen hat sich das Nahrungsangebot sowie die Zahl der Ansitze und ruhigen Buchten verringert. Zudem verhindern abgeschrägte, befestigte Böschungen die Entstehung von Uferabbrüchen. Vereinzelte Renaturierung hat daran nichts Wesentliches geändert. Auch verschmutztes und saures Wasser entzieht dem Eisvogel die Nahrungsgrundlage. Die zur Beseitigung des Brutplatzmangels vom Menschen geschaffenen künstlichen Steilwände, teilweise auch mit künstlichen Bruthöhlen, wurden erfolgreich angenommen. Der Erhalt naturnaher, von künstlichen Eingriffen unabhängiger Fluss- und Bachlandschaften stellt das wichtigste Kriterium für den Schutz des Eisvogels dar, so dass er bei Naturschutzorganisationen als Flaggschiffart für die weniger bekannten Arten dieses Lebensraums steht.
Das Logo des Naturschutzverbandes Landesbund für Vogelschutz in Bayern e. V. zeigt ein Exemplar mit ausgebreiteten Schwingen.

## Systematik

### Externe Systematik
Zwischen den westafrikanischen Vertretern der Gattungen Alcedo, Ispidina und Myioceyx sowie zwischen den Gattungen Alcyone und Ceyx wurde schon 1934 eine sehr nahe Verwandtschaft angenommen. Folglich musste die übliche Einteilung in Alcedininae und Halcyoninae aufgegeben werden, so dass die auf Fischnahrung spezialisierten Eisvögel keine geschlossene Gruppe mehr bildeten. Man nahm mehrere Entwicklungslinien (Ispidina – Alcedo, Halcyon – Ceryle und andere) an, da ihre gemeinsamen Merkmale konvergent sind.
Die Phylogenie der Familie der Eisvögel (Alcedinidae) wurde 2006 durch den Vergleich mitochondrialer und nukleärer DNA-Sequenzen von 38 repräsentativen Arten rekonstruiert. Innerhalb der Gattung Halcyon ist die Phylogenie gut erforscht und erlaubt Einblicke in allgemeine Beziehungen. Demnach unterstützt sie die Trennung von Todiramphus und Halcyon. Außerdem sind Todiramphus und Syma genauso Schwestergattungen wie Halcyon und Pelargopsis. Somit ist die Vereinigung oder Beibehaltung dieser Gruppen eine eher subjektive Entscheidung. Die geläufigen Begrenzungen zwischen den Gattungen Ceyx und Alcedo scheinen demnach keine natürlichen Gruppen darzustellen, wobei die Beziehungen innerhalb der Alcedinidae noch nicht vollständig aufgeklärt sind.

### Interne Systematik
Nach ITIS gibt es sieben Unterarten:
- A. a. atthis Nominatform
  - Verbreitung: Brütet in Nordwestafrika und Süditalien bis Bulgarien, gelegentlich in der Türkei, Irak und Iran und häufiger in Afghanistan, Nordwestindien (nördliches Xinjiang) und Sibirien von Omsk bis Krasnojarsk. Überwintert in Ägypten, Nordwestsudan, Jemen, Oman und Pakistan.
  - Aussehen: Krone grünlicher, Kinn und Kehle weiß, Unterseite blasser rostfarben als A. a. ispida; ein wenig größer, besonders der Schnabel.
- A. a. bengalensis
  - Verbreitung: Südasien und Ostasien: Indien (außer dem Nordwesten und Süden) bis Malaiische Halbinsel, Indochina, Hainan, China, Korea, Japan, von Sachalin bis zum Baikalsee und östliche Mongolei. Überwintert in Sumatra, Java, Borneo, Nordsulawesi, Sula-Inseln, Halmahera und die Philippinen.
  - Aussehen: Heller und kleiner als A. a. ispida
- A. a. floresiana
  - Verbreitung: Kleine Sundainseln, Bali, bis Timor und Wetar
  - Aussehen: wie A. a. taprobana aber dunkleres blau; gleiche Größe wie A. a. bengalensis.
- A. a. hispidoides
  - Verbreitung: Sulawesi, Molukken, den Inseln von Westneuguinea, an dem Küsten Neuguineas vom Sepik bis Aora.
  - Aussehen: Dunkler als A. a. floresiana, Blau-Purpurne Töne am hinteren Hals und Rumpf, Ohren blau.
- A. a. ispida
  - Verbreitung: Brütet von Südnorwegen, Irland und Spanien bis nach Westrussland, bis etwa nach Sankt Petersburg und Rumänien. Überwintert südlich bis Südportugal und Irak.
- A. a. salomonensis
  - Verbreitung: Salomonen bis San Cristoval.
  - Aussehen: Mehr Purpurtöne, Ohren blau.
- A. a. taprobana
  - Verbreitung: Sri Lanka und Indien, südlich der Kaveri.
  - Aussehen: Unterseite hellblau, nicht grünblau, gleiche Größe wie A. a. bengalensis

Andere Quellen erkennen noch zwei weitere an:
- Alcedo a. japonica lebt auf Japan, Taiwan und Sachalin.
- Alcedo a. pallasii besiedelt Zentralasien.

## Eisvogel und Mensch

### Etymologie und Benennung

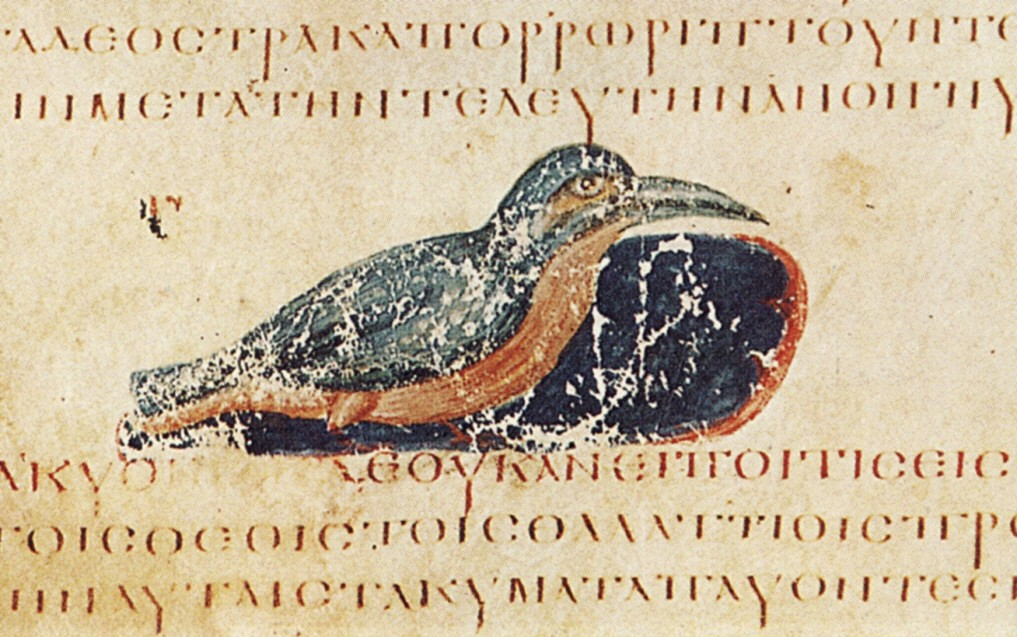
Miniatur aus dem Kodex Wiener Dioskurides fol. 479 verso (um 512)

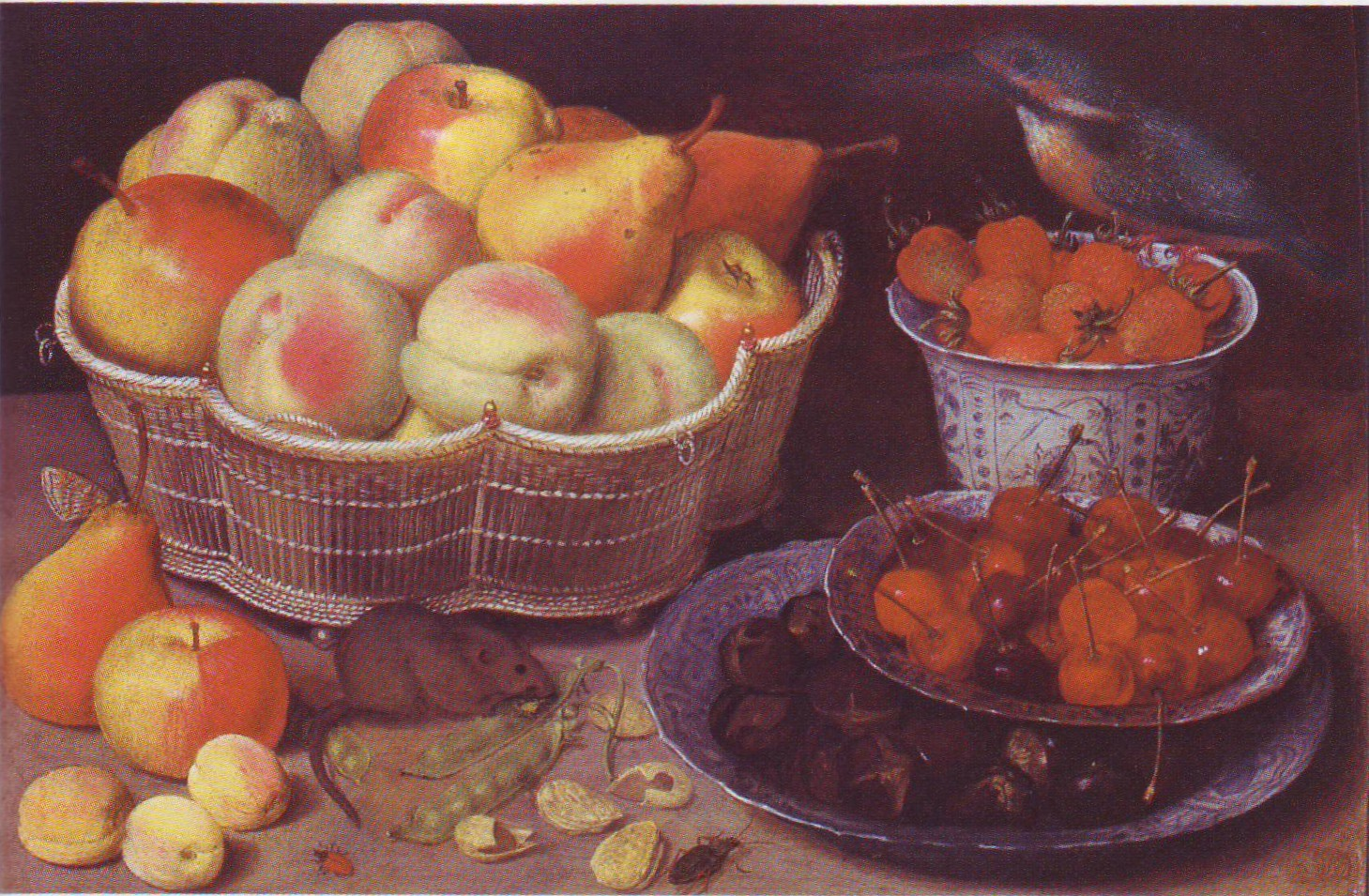
Stillleben mit Obst, Maus und Eisvogel, Gemälde von Georg Flegel (um 1600)

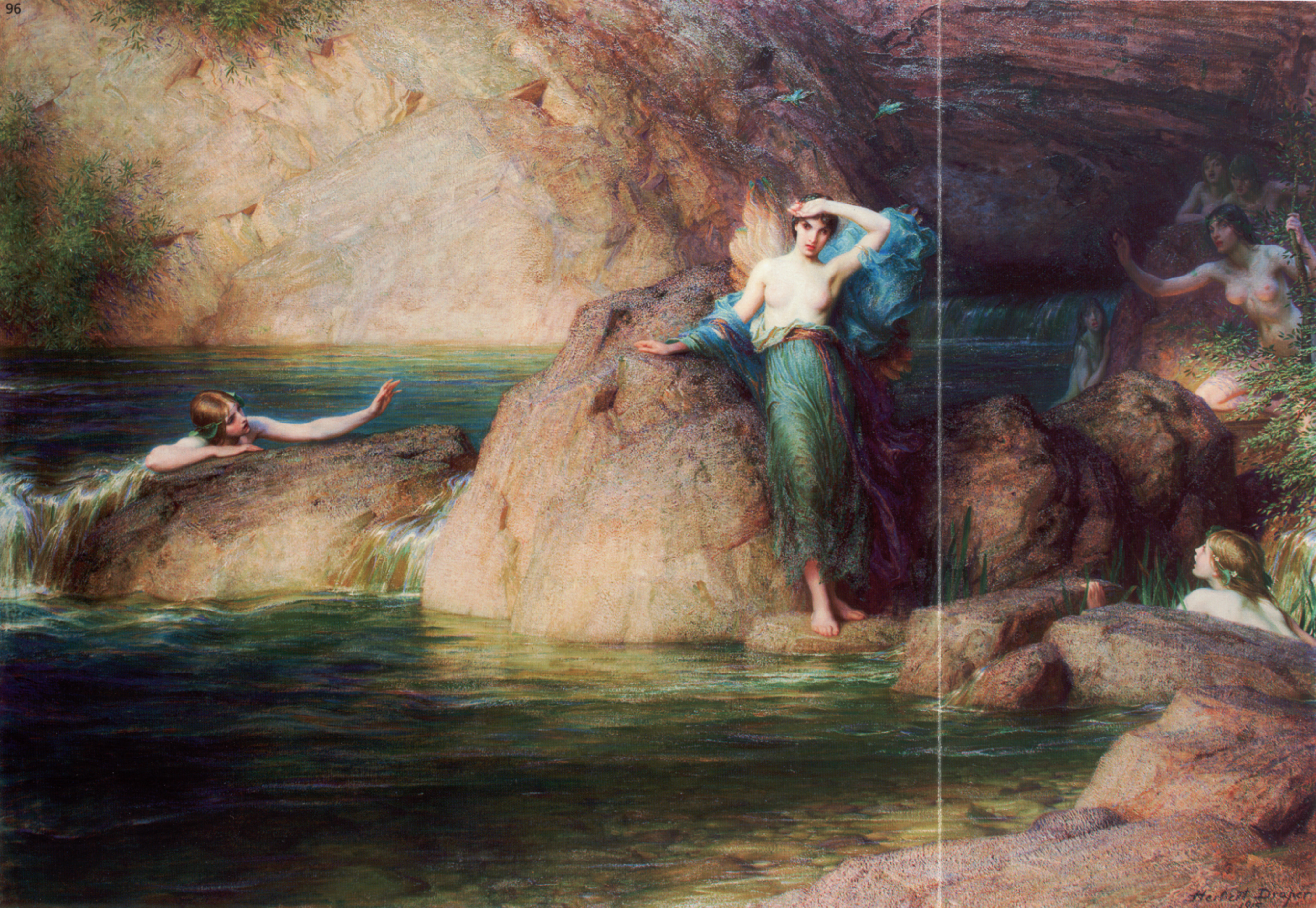
Halcyone, Gemälde von Herbert James Draper (1915)

Im Jahr 1758 bezeichnete Carl von Linné den Eisvogel als Alcedo ispida. Der lateinische Name Alcedo ist abgeleitet vom griechischen Halkyon, was so viel wie „die auf dem Meer Brütende“ bedeuten kann. Die genaue Namensherkunft wird in der griechischen Mythologie beschrieben: Die um ihren Gemahl Keyx trauernde Alkyone und er selbst waren nach ihrem Tod von einem barmherzigen Gott in Eisvögel verwandelt worden. Jeden Winter trägt nun die Eisvogelhenne ihren toten Partner zu Grabe. Danach baut die Henne ein Nest, das sie auf den Wellen treiben lässt. Hinein legt sie die Eier und brütet ihre Küken aus. Nestbau und Brüten geschieht in den halkyonischen Tagen, das sind die je sieben windarmen Tage vor und nach der Wintersonnenwende.
Zur Herkunft des deutschen Namens gibt es mehrere Theorien. So lässt sich der Name wahrscheinlich vom althochdeutschen eisan ableiten, was schillern oder glänzen bedeutet und auf das glänzend-farbige Gefieder des Vogels bezogen ist. Wenige Autoren beziehen den Namen tatsächlich auf das Eis, indem sie einen Bezug zu seinem Aufenthalt an zugefrorenen Gewässern, dem Abeisen oder zu toten Tieren im Eis herstellen. Andere beziehen sich auf die „eisblauen“ Rückenfedern oder seine leichtere Auffindbarkeit bei Eis und Schnee. Zuletzt gehen einige Autoren davon aus, dass der Name ursprünglich „Eisenvogel“ bedeutet haben sollte, da die Rückenfedern des Vogels stahlblau oder die Unterseite rostrot gefärbt sei.
Früher waren einige Synonyme, die heute selten benutzt werden, in Gebrauch: Uferspecht, Wasserspecht, Blauspecht, Wasserhähnlein, Königsfischer oder regional auch Eisenkeil. In englischsprachigen Ländern heißt er Kingfisher und bei den Schweden Kungsfiskare. Als weiterer Name wird die Bezeichnung Sankt-Martins-Vogel oder Martinsfischer in Frankreich, Spanien und Italien verwendet.
Der Asteroid des inneren Hauptgürtels (8975) Atthis ist nach dem Eisvogel benannt, (wissenschaftlicher Name: Alcedo atthis). Zum Zeitpunkt der Benennung des Asteroiden am 2. Februar 1999 befand sich der Eisvogel auf der niederländischen Roten Liste gefährdeter Vögel.

### Mythologie, Sage und Aberglaube
Die alten Griechen und Römer gingen tatsächlich von einem auf dem offenen Meer schwimmenden Nest aus. Plutarch dachte, es bestünde aus ineinander verflochtenen, kleinen Fischgräten und Plinius der Ältere berichtet in seiner Naturalis historia um 70 nach Christus von einem schwammähnlichen, nicht durch Eisen zerschlagbaren Nest. Selbst noch im 19. Jahrhundert hielt man die halkyonischen Tage für die Brutzeit des Eisvogels.
Auf Grund der griechischen Sage um Keyx und Alkyone überdauerte der Glaube an die Gattenliebe und die Treue des Eisvogels bis mindestens ins 19. Jahrhundert hinein. So ging der Naturforscher Conrad Gessner 1669 davon aus, dass das Weibchen beim Tod des Männchens einen Trauergesang anstimmen würde. Er soll Macht und Reichtum, Frieden und Schönheit verheißen. Zudem gilt er als Glücksbringer. Zuletzt soll er den Fischern reichen Fang und den Schiffern eine gute Reise ermöglichen.
Nach einer französischen Sage wurde der damals noch grau gefärbte Eisvogel von Noah der Taube nachgeschickt. Er sollte erkunden, ob sich die Wasser der Sintflut zurückgezogen hätten. Da er auf seinem Flug einem Sturm ausweichen musste, flog er so hoch, dass die Oberseite die Farbe des Himmels annahm und die Unterseite von der Sonne rot gebrannt wurde. Als der Bote Bericht erstatten wollte, konnte er die Arche nicht mehr finden, so dass er noch heute die Gewässer nach Noah suchend abstreift.
Im Aberglauben wurden Talismane von Eisvogelfedern und -bälgen gegen Blitzschlag eingesetzt. Das am Hals getragene getrocknete Herz sollte vor Gift und schwerer Not schützen. Mumifizierte Vögel dienten als Mittel zur Mottenabwehr und an einem Faden aufgehängt auch als Kompass und Wetterfahne. Sich widersprechenden Theorien zufolge sollte der Schnabel immer nach Norden oder in Windrichtung zeigen. Paracelsus nahm an, dass der Eisvogel nach seinem Tod nicht verfaule, so dass der Naturforscher Balthasar Sprenger 1753 einen bestätigenden Artikel darüber abfasste.

### Heraldik
Der Eisvogel ist als gemeine Figur ein Wappentier in der Heraldik.

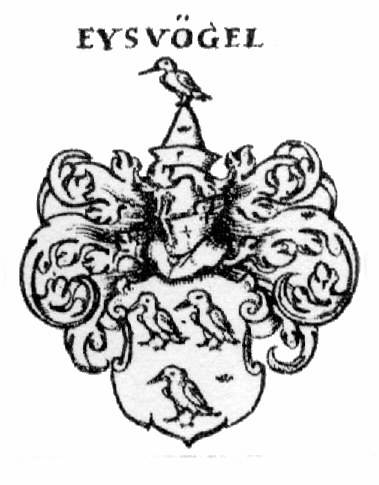
Wappen der Nürnberger Patrizier-Familie Eisvogel
Wappen der Gemeinde Seedorf (Lauenburg)
Wappen der Gemeinde Rodenbek
Wappen der Gemeinde Reesdorf (Holstein)

### Lyrik und Roman
Auch in der Literatur tritt der Eisvogel in Erscheinung. In Amy Clampitts impressionistischer Gedichtsammlung Eisvogel sind dem Liebesgedicht Eisvogel (Kingfisher) durch veränderte Gesten des sich entfremdeten Liebespaars und seiner Ortswechsel lediglich mittelbar die Seelenlage zu entnehmen. Die Menschenwelt wird zu einer „unbewohnbaren Landschaft“ umgedeutet.
In Uwe Tellkamps Roman Der Eisvogel erschießt Wiggo Ritter, ein junger, angesehener Philosoph, der seine Arbeit an der Berliner Universität verloren hat, seinen Freund, den Exzentriker Mauritz Kaltmeister alias „Eisvogel“, Besitzer eines die Wahrnehmung irritierenden Eisvogel-Gemäldes und Begründer der elitären, hierarchischen Terrororganisation „Cassiopeia“.
Der früher auch als Eisenkeil bezeichnete Eisvogel ist namensgebend für Alois Brandstetters Roman Die Zärtlichkeit des Eisenkeils.

### Der Eisvogel in der Werbung
Seit 2007 verwendet die Privatbrauerei Licher den Eisvogel in Werbespots und Plakaten als Werbeträger.